# كلود أشتون جونز
كلود أشتون جونز (بالإنجليزية: Claud Ashton Jones) هو ضابط أمريكي، ولد في 7 أكتوبر 1885 في Fire Creek, West Virginia ‏ في الولايات المتحدة، وتوفي في 8 أغسطس 1948 في تشارلستون في الولايات المتحدة.